# Croissant aux amandes
Un croissant aux amandes est une viennoiserie constituée d'un croissant rempli de frangipane et/ou recouvert d'amandes effilées. Dans les boulangeries et pâtisseries françaises, il est souvent préparé à partir des croissants nature invendus la veille. Il comprend environ 446 kilocalories par 100 grammes.